# Survival of the Fittest (The Spectacular Spider-Man)
«Survival of the Fittest» (titulado «La supervivencia del más fuerte» en Hispanoamérica y «Supervivencia del más apto» en España) es el episodio piloto de la serie de televisión animada The Spectacular Spider-Man, basada en el personaje de cómic Spider-Man, creado por Stan Lee y Steve Ditko. Fue escrito y dirigido por los productores, Greg Weisman y Victor Cook. En él, Spider-Man (Josh Keaton) se enfrenta al malvado Buitre (Robert Englund) cuando comienza su tercer año de instituto.
El programa se concedió originalmente como uno de cuatro DVDs animados por Sony Entertainment y pidió a Weisman y Cook que la desarrollaran. La idea central era seguir a Spider-Man en sus años mozos en los cómics; ambos querían incorporar los estilos de las primeras publicaciones de Lee y Ditko. Los reseñantes han citado otras influencias en los temas, como la serie de películas de acción real y la continuidad de Ultimate Spider-Man.
«Survival of the Fittest» se emitió originalmente el 8 de marzo de 2008 en el bloque Kids' WB de la cadena The CW. Previamente se había mostrado a una gran audiencia en la WonderCon de 2008. El episodio ha sido el de mayor audiencia del bloque 2007-2008 junto con el segundo «Interactions» y por sí solo recibió un Nielsen ratings de 1.2/3. Recibió reseñas positivas de la crítica, IGN lo llamó «una historia de Spider-Man que se siente como el clásico, y eso es algo bueno».

## Trama
La noche antes de que empiecen las clases, Spider-Man, el alter ego de Peter Parker (Josh Keaton), frustra un intento de atraco a un banco; de fondo, una figura en la sombra le dice a su secuaz «Hammerhead» que convoque a los «Enforcers» para matarlo. Al día siguiente, Adrian Toomes (Robert Englund) está indignado con OsCorp por robarle su proyecto antigravedad, hasta que llega Norman Osborn (Alan Rachins) y lo despide.
Mientras tanto, Peter llega al instituto y cuenta a sus amigos Gwen (Lacey Chabert) y Harry (James Arnold Taylor) que está decidido a conseguir una cita con Sally Avril, aunque tanto ella como Flash Thompson (Joshua LeBar) le humillan delante de todos. Después del colegio, a Peter y Gwen les ofrecen unas prácticas en el laboratorio del Dr. Conner, donde al primero le dieron sus superpoderes; ambos aceptan. luego va al apartamento de Harry, donde Norman le felicita por su nueva carrera. Toomes, que se hace llamar «Buitre», irrumpe con un traje biónico alado y secuestra a Norman. Peter se escabulle para ponerse el traje de Spiderman y lo persigue. Consigue rescatarlo, pero pierde a Buitre en una pelea.
Más tarde, Peter acude al laboratorio, donde se reúne con Gwen, su íntimo amigo Eddie Brock (Benjamin Diskin) y los Conner. Cuando se entera de que no le pagarán por las prácticas, intenta vender fotos al redactor jefe del Daily Bugle, J. Jonah Jameson (Daran Norris), aunque le echan casi de inmediato. Esa noche, Norman es atacado por el Buitre una vez más y cuando Spider-Man intenta detenerlo, es disparado por los Enforcers, que lo distraen mientras el villano persigue la limusina. Mientras es perseguido, sigue a Buitre y acaba derrotándolo mientras se quita a los asesinos de encima. Después de que regresa a casa, su tía May (Deborah Strang) le impone un toque de queda para asegurarse de que no vuelva a llegar tarde y le da un trozo de tarta.

## Producción

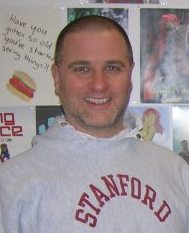
Greg Weisman (fotografiado en 2012) escribió «Survival of the Fittest».

The Spectacular Spider-Man fue concebido originalmente por Sony Entertainment como una serie de cuatro DVDs animados que relataban la juventud del personaje. La empresa contrató a Victor Cook y Greg Weisman para ayudar en el desarrollo. Weisman había tenido éxito de crítica con Gargoyles, mientras que Cook trabajó en los largometrajes animados de Hellboy. Ambos también habían sido fanáticos de Spider-Man durante décadas.
Weisman quería incorporar las primeras etapas del cómic de Stan Lee y Steve Ditko cuando el personaje estaba en sus fases más jóvenes; Cook estuvo de acuerdo porque aún no lo había visto hecho antes en ningún tipo de adaptación. Otras influencias en el estilo fueron las historietas Ultimate Spider-Man y las versiones cinematográficas de acción real de las publicaciones. Cuando la idea se transformó en un programa de televisión animado, siguieron manteniendo un estilo de crónica similar en el que «cada episodio se sostiene por sí solo como su propia historia, pero como el propio cómic, es una saga. Entonces cada tres es un relato y esos son los que saldrían en los DVD».
El título original era The Amazing Spider-Man, basado en la publicación del cómic del mismo nombre. A mediados de 2007, se cambió a The Spectacular Spider-Man, al igual que una serie de tiras del superhéroe. Weisman se preparó para su papel de editor de historias comprando los siete primeros volúmenes de The Essential Spider-Man, que ya había leído de niño. Los releyó para «captar la voz de esos primeros relatos» y tomó notas exhaustivas.
La serie contaba con un presupuesto específico, por lo que Weisman y Cook querían que la animación «se moviera» más que nada, dotándola de diseños sencillos y estilizados. Sam Raimi, director de las películas de acción real de Spider-Man, «puso el listón» para los fluidos estilos de movimiento que tiene el personaje, que Weisman y Cook estaban totalmente de acuerdo en incorporar. Al diseñar al Buitre, los dos emplearon los tonos verde oscuro de su diseño original, un color que utilizan temáticamente para la mayoría de sus villanos y otros aspectos negativos de la vida de Peter, junto con toques de rojo sangre. Sus alas se emplearon en el mismo estilo que las de su homólogo de los cómics; «[Son] para dirigir [...] no lo mantienen al aire», describe Weisman. Su voz la puso Robert Englund, icónico por su interpretación del personaje del cine de terror Freddy Krueger.

## Lanzamiento
«Survival of the Fittest» fue escrito por Weisman y dirigida por Cook. Se emitió por primera vez el 8 de marzo de 2008, en el bloque Kids' WB de la cadena The CW. Anteriormente se había proyectado ante un público repleto en la WonderCon de 2008; varios asistentes se vieron obligados a permanecer de pie y los creadores y otros miembros del equipo subieron al escenario para responder a las preguntas. Cuando Disney XD estrenó la serie, emitió el episodio, junto con los dos siguientes, «Interactions» y «Selección natural», el 23 de marzo de 2009, con una calificación TV-Y7-FV.

## Recepción

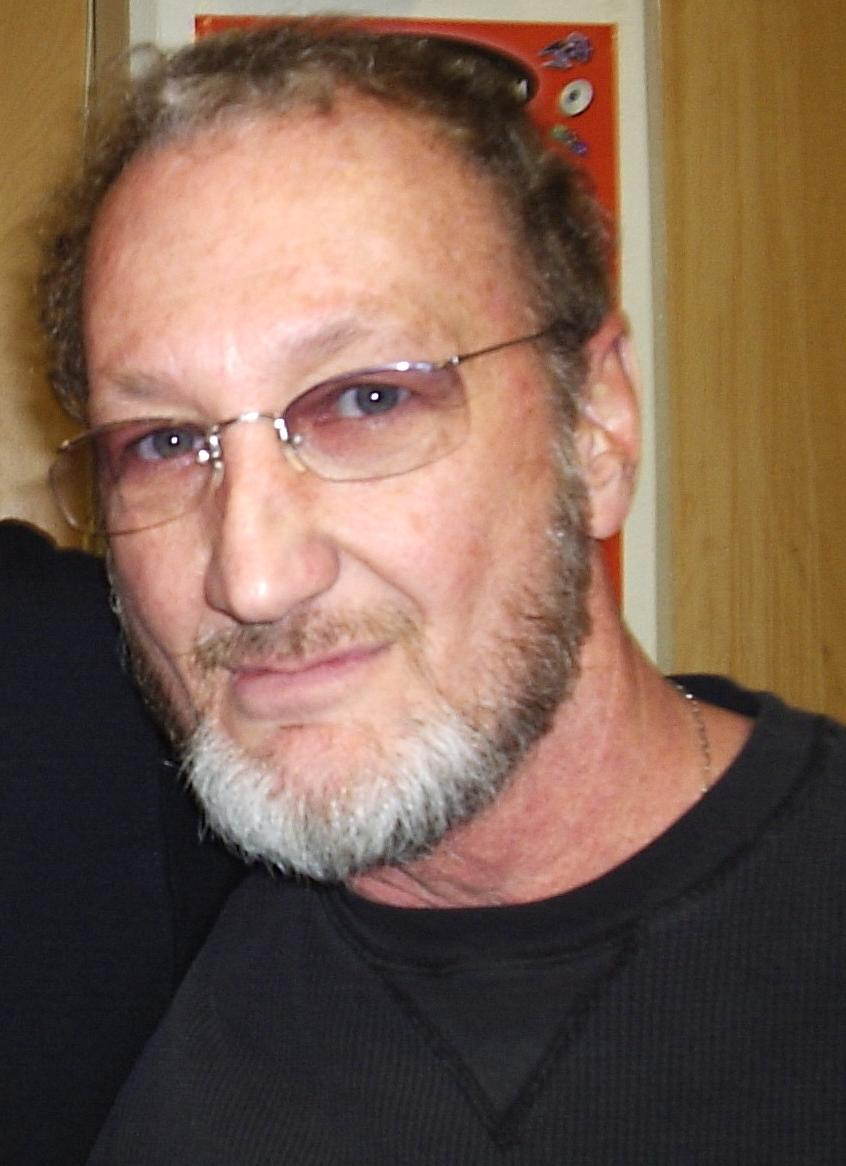
Robert Englund ha sido elogiado por su actuación en el episodio.